# Lucjan Pychyński
Lucjan Stanisław Pychyński (ur. 16 kwietnia 1935 w Praszce, zm. 8 października 2009 tamże) – polski ślusarz narzędziowy, poseł na Sejm PRL VI kadencji.

## Życiorys
Syn Lucjana i Florentyny. Uzyskał wykształcenie zasadnicze zawodowe. Pracował w Zakładach Sprzętu Motoryzacyjnego „Polmo” w Praszce. W 1960 wstąpił do Polskiej Zjednoczonej Partii Robotniczej. W 1972 uzyskał mandat posła na Sejm PRL w okręgu Sieradz. Zasiadał w Komisji Zdrowia i Kultury Fizycznej. Przyczynił się po powołania w 1976 Spółdzielni Mieszkaniowej w Praszce.
Został pochowany na cmentarzu w Praszce.

## Odznaczenia
- Brązowy Krzyż Zasługi